# 色模
《色模》（英語：Super Models）是2009年拍攝，2015年上映的香港電影，由周柏豪、趙碩之、賈曉晨、陳百祥、羅家英、曹查理、戴夢夢、艾美琦、陳若嵐、董敏莉、王合喜、黃嘉樂、梁焯滿主演，羅惠敏、仁傑執導。

## 外部連結
- 香港影庫上《色模》的資料（繁體中文）
- 互联网电影数据库（IMDb）上《色模》的资料（英文）
- 豆瓣电影上《色模》的資料 （简体中文）